# Hermann von François
Hermann von François (Luxemburgo, 31 de enero de 1856-15 de mayo de 1933) fue un General der Infanterie alemán conocido principalmente por su papel en el Frente Oriental durante la Primera Guerra Mundial.

## Biografía
Nacido en Luxemburgo, en el seno de una noble familia de origen hugonote, François entró en la carrera militar a una edad temprana. Su padre Bruno von François era un general prusiano y comandante de la 27.ª Brigada de Infantería que pereció en combate mientras dirigía a sus hombres en la batalla de Spicheren, el 6 de agosto de 1870, pocos días antes de la de Sedán.
François ingresó en el Ejército con el grado de cadete. En 1875 estaba destinado en Potsdam con el grado de teniente del 1.er Regimiento prusiano de guardias de infantería. Entre 1884 y 1887, estudió en la Academia Militar de Berlín. En 1889 fue ascendido a capitán e ingresó en el Estado Mayor alemán.
En este mismo año, su hermano el también capitán Curt von François, fue enviado al África del Sudoeste Alemana. Bajo su mando viajaban veintiún hombres que formaban el núcleo del Ejército Colonial alemán. Entre ellos se encontraba su hermano menor Hugo.
A comienzos de la década de 1890, François fue asignado al XV Cuerpo de Ejército como oficial de Estado Mayor, con sede en Estrasburgo. Después de un breve lapso como jefe de compañía del 151.º Regimiento de Infantería de la 31.ª División, se centró en su labor en el Estado Mayor. En 1894 fue ascendido a comandante y transferido a la 8.ª División, acuartelada en Mannheim.
Hacia 1899, era jefe de Estado Mayor del IV Cuerpo de Ejército, que mandaba el general de infantería Paul von Hindenburg y estaba establecido en Magdeburgo.
En 1908, François fue ascendido a general de brigada y puesto al mando de la Brigada Hessiana en Darmstadt. En 1911 ascendió al grado de teniente general y se le entregó el mando de la 13.ª División por un breve periodo, hasta su ascenso a general de infantería al mando del I Cuerpo de Ejército, parte del 8.º Ejército, que tenía sus cuarteles en Königsberg.

## Primera Guerra Mundial
François comenzó la guerra destinado en la provincia de Prusia Oriental. Su tarea era defender las regiones orientales del imperio de toda ofensiva rusa dirigida contra Königsberg. Se esperaba del 8.º Ejército que resistiera frente a tropas rusas numéricamente superiores hasta que la esperada rápida victoria ante Francia —gracias al Plan Schlieffen— permitiera enviar refuerzos desde el frente occidental.
Al inicio de la guerra, en agosto de 1914, las tropas de François se enfrentaron al ala derecha del Primer Ejército ruso, al mando del Paul von Rennenkampf. El 17 de agosto, el general en jefe del teatro oriental Maximilian von Prittwitz, observando con inquietud el avance del ala izquierda rusa en el sur, ordenó retirarse a François mientras se hallaba bajo ataque.
Este, reticente a rendir territorio prusiano, y belicoso por naturaleza, consideraba un suicidio retirarse en medio del combate, de modo que desobedeció la orden de Prittwitz, respondiendo con su famosa frase: «¡El general von François se retirará cuando haya derrotado a los rusos!». Contraatacó al poderoso ejército de Rennenkampf en la batalla de Stalluponen, y consiguió una sorprendente victoria, infligiendo cinco mil bajas y tomando tres mil prisioneros.
Tras ganar la batalla, François obedeció las órdenes de Prittwitz y se retiró 15 millas (24 km) al oeste, donde tres días más tarde volvió a enfrentarse a Rennenkampf en la batalla de Gumbinnen. La agresividad de von François consiguió frenar el avance de Rennenkampf hacia el oeste.

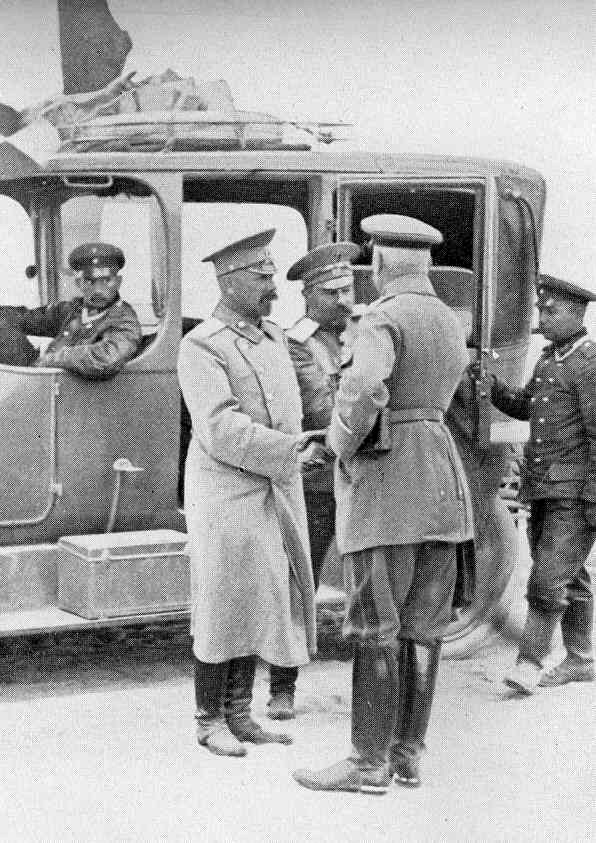
Tras la batalla de Tannenberg, el general von François (dando la espalda a la cámara) saluda al general Nikolai Klujev, comandante del XIII Cuerpo de Ejército ruso, que había sido hecho prisionero por sus tropas.

Tras la batalla, Prittwitz fue sustituido al mando del 8.º Ejército por Paul von Hindenburg, quien transfirió a las tropas de François por tren hacia el suroeste, para enfrentarse al Segundo Ejército ruso del general Alexander Samsonov. François se negó a emprender el asalto hasta que sus tropas hubieran descansado lo suficiente y estuvieran preparadas para la batalla, lo que irritó al jefe del Estado Mayor, Erich Ludendorff.
A pesar de ello, François desempeñó un papel decisivo en la batalla de Tannenberg. El 27 de agosto, François acometió a la vanguardia del ejército de Samsonov al tiempo que hostigaba su retaguardia. Ludendorff, temiendo un contraataque de Rennenkampf, le ordenó frenar el avance y dirigirse hacia Lahna. Sin embargo, François desoyó por dos veces su orden directa y siguió avanzando hasta tomar Neidenburg y Willenburg, cortando así la retirada al ejército de Samsonov. Este movimiento permitió el cerco y aniquilación del Segundo Ejército ruso.
Cuando Hindenburg y Ludendorff penetraron con el 9.º Ejército en la Polonia rusa, François permaneció con su cuerpo en Prusia Oriental, mandándolo con éxito en la Primera Batalla de los Lagos Masurianos. Cuando el general von Schubert ordenó su retirada, François envió un telegrama al OHL detallando su victoria y mencionando que «el comandante está mal aconsejado». Dicho telegrama impresionó al káiser, quien el 3 de octubre reemplazó a Schubert por François al mando del 8.º Ejército. No lo mantuvo por mucho tiempo: cuando Hindenburg y Ludendorff preparaban su contraataque desde Thorn en dirección a Lodz, François se negó a enviar al I Cuerpo de Ejército solicitado, mandando en su lugar al mal entrenado y pobremente equipado XXV Cuerpo de reserva. Aquello fue demasiado para sus superiores. En noviembre de 1914, von François fue relevado del mando y sustituido por el general Otto von Below.
Tras algún tiempo en reserva, François recibió el mando del XXXXI Cuerpo de Reserva. El 24 de diciembre de 1914, tras ser relevado en el oeste, regresó al frente oriental en abril de 1915, donde tomó parte en la ofensiva de primavera para conquistar Polonia. Consiguió la Pour le Mérite, la más alta condecoración militar alemana, el 14 de mayo de 1915, por su papel en la ofensiva de Gorlice-Tarnów.  En julio de 1915 fue devuelto al frente occidental para asumir el mando del VII Cuerpo de Ejército Westfalio, y en julio de 1916 del Grupo Occidental del Mosa en el sector de Verdún. En julio de 1917, gracias a su excelente desempeño en la batalla de Verdún, añadió a la misma las Hojas de Roble. Sin embargo, no recibió ninguna promoción relevante bajo Ludendorff, dejó el mando en julio de 1918 y fue enviado a la reserva hasta octubre, fecha en que se retiró del servicio.

## Posguerra
Después de la guerra, von François escribió varios libros de historia militar, incluyendo el superventas alemán Marneschlacht und Tannenberg en 1920. Falleció el 15 de mayo de 1933, en Berlín, de una enfermedad renal.